# Big Band Bossa Nova
Big Band Bossa Nova es un álbum de bossa nova/jazz del saxofonista Stan Getz, en compañía de la orquesta de Gary McFarland. Grabado en agosto de 1962 y lanzado en octubre del mismo año bajo el sello Verve Records, el álbum fue arreglado y dirigido por McFarland, y producido por Creed Taylor.
Es la segunda incursión de Getz en la bossa nova después del exitoso Jazz Samba, en colaboración con el guitarrista Charlie Byrd.
Big Band Bossa Nova recibió críticas positivas, y fue nominado a dos premios Grammy en 1963: Mejor interpretación de jazz - Conjunto (instrumental) y Mejor interpretación de orquesta - Jazz.

## Antecedentes y desarrollo
Luego del lanzamiento de Jazz Samba con Charlie Byrd en abril de 1962, Getz se unió con Gary McFarland para iniciar las grabaciones de un segundo álbum de bossa nova en agosto del mismo año.
A diferencia de su antecesor, que contaba con una pequeña banda de intérpretes, en Big Band Bossa Nova participó un número extenso de músicos, que incluían instrumentos de percusión, viento-madera y viento-metal.
A pesar de que su nombre sugiere la participación de una big band tradicional, la instrumentación elegida por McFarland evita el formato de ocho metales y cinco saxofones, conformando un grupo más pequeño con cuatro instrumentos de viento-madera y corno francés, así como tres trompetas y dos trombones, además de incorporar dos percusionistas en determinadas secciones.
McFarland mezcla libremente sus colores instrumentales para proporcionar una paleta en constante cambio en apoyo del tenor de Getz. Jim Hall, Hank Jones, Doc Severinsen y Bob Brookmeyer aparecen en solos cortos.

## Contenido
Big Bang Bossa Nova incorpora, además del bossa nova, el cool jazz, y consta de cuatro canciones de compositores brasileños y cuatro composiciones originales de McFarland.
El álbum abre con "Manhã de Carnaval", escrita por Luiz Bonfá en 1959 para la película Orfeo negro, la cual fue fundamental para popularizar el género de la bossa. "Balanço no samba", "Melancólico" y "Entre amigos" son instrumentales de corta duración, compuestas por McFarland.
El lado B inicia con "Chega de Saudade", de Antônio Carlos Jobim y Vinícius de Moraes, grabada por primera vez en 1958 por Elizeth Cardoso y convertida por João Gilberto en un hit en Brasil y en la pieza fundacional de la bossa. "Noite triste" es la cuarta y última composición de McFarland. Las últimas dos canciones del álbum son versiones de dos clásicos: "Samba de uma nota só", de Jobim y Newton Mendonça, y "Bim Bom", de João Gilberto, ambas grabadas por este último en 1960 y 1959 respectivamente.

## Carátula
La pintura de la portada es obra de la artista puertorriqueña Olga Albizu, una de las pioneras del expresionismo abstracto en Nueva York y su natal Puerto Rico.
La revista Billboard seleccionó a Big Band Bossa Nova como Carátula de la semana (Album cover of the week) en su edición del 3 de noviembre de 1962, comentando: "aquí hay un artículo de exhibición oportuno envuelto en una carátula de buen gusto, que seguramente capturará la atención del cliente. El álbum de doble cubierta es de color amarillo pálido, con impresón en rojo y negro. Una pintura moderna de Olga Albizu adorna la parte delantera. La pintura es principalmente en tonos brillantes de amarillo con toques de rojo y negro."
Otros trabajos de Albizu también fueron usados en la carátula de otros álbumes de Getz, tales como Jazz Samba, Jazz Samba Encore!, Getz/Gilberto, Getz/Gilberto Vol. 2 y Getz/Gilberto '76.

## Recepción crítica
Big Band Bossa Nova recibió críticas positivas al momento de su lanzamiento.
Richard S. Ginell escribió para Allmusic "recién salido del repentino éxito de Jazz Samba y "Desafinado", Stan Getz le pidió a un sorprendentemente talentoso Gary McFarland de 28 años, que arreglara un álbum de bossa nova para big band como continuación. McFarland generalmente mantiene las cosas agradables y sobrias (aunque "Samba de uma nota só" está inusualmente desordenada y demasiado discordante para el material), dejando que sus agudas expresiones apuñalen el aire de vez en cuando, mientras les permite a los solistas todo el espacio que desean dentro de los confines de los apretados horarios del productor Creed Taylor. Cuatro de las ocho canciones son de McFarland (ninguna de las cuales se convertiría en estándar), y Getz hace impresiones relajadas con "Manhã de Carnaval" y "Chega de Saudade". Jim Hall toma el papel de guitarrista acústico de Charlie Byrd con su fluidez habitual, y Hank Jones rumia de una manera optimista en el piano." Por último, Ginell citó como pistas destacadas (track pick) a "Manhã de Carnaval" y "Melancólico".
La revista Billboard en su edición del 3 de noviembre de 1962 lo agregó a su lista de Álbumes destacados de la semana (Spotlight Albums of the Week) y comentó "este álbum debería ser un complemento importante para el poder de ventas del LP Jazz Samba de Getz que sopla frente a una big band organizada dirigida por Gary McFarland. Es un set de bossa nova con el sonido sensual de Getz que suena maravillosamente entrando y saliendo de la sección rítmica y arreglos de viento-metal."
Tom Hull, crítico musical especializado en jazz le otorgó una calificación de "B+" en su guía en línea Tom Hull Music Database.
El destacado crítico de jazz Don DeMichael escribió en la edición del 6 de diciembre de 1962 de la revista Down Beat: "el don melódico de Getz nunca fue más evidente; incluso la forma en que toca la melodía "recta" es magistral. Pocos músicos de jazz han tenido este don... y tiene que ver con cantar con un instrumento, Getz no solo toca un solo, sino que lo canta, como se puede escuchar en cualquiera de estas pistas, sobre todo en "Noite triste" y "Chega de Saudade".
Sobre la composición, DeMichael agrega: "McFarland comparte el éxito artístico del álbum. Su escritura es incomparable... conoce la combinación adecuada de instrumentos para lograr ciertos sonidos y tiene el gusto de no usar todos los instrumentos disponibles. Su uso moderado del conjunto permite que la belleza del solista y el material brillen". Finalmente, calificó al álbum con cinco estrellas, el máximo posible.

## Recepción comercial
Aunque Big Band Bossa Nova no tuvo el mismo éxito de su antecesor, tuvo un desempeño respetable en las listas musicales.
En la lista Top LP de Billboard, formato monoaural, debutó en la posición #138 el 22 de diciembre de 1962. En su sexta semana, el 26 de enero de 1963, alcanzó el #36, su puesto más alto. Su última aparición fue en su semana veintidós, el 18 de mayo de 1963, en la posición #135.
Por otro lado, en el formato stereo (ambas listas se fusionarían el 17 de agosto de 1963, dando paso al actual Billboard 200) debutó una semana más tarde, el 29 de diciembre de 1962 en el puesto #42 (esta lista consideraba 50 posiciones), y alcanzó su punto más alto en su séptima semana, el 9 de febrero de 1963, registrando el #13, y manteniéndose en el Top 20 durante siete semanas no consecutivas. Permaneció, igualmente, durante veintidós semanas, alcanzando por última vez la posición #50 el 25 de mayo de 1963.
En otras tres ediciones de 1963 de la revista, el álbum fue citado en la lista Best Selling Jazz Albums: 9 de febrero (posición #7), 16 de marzo (posición #16) y 13 de abril (posición #21).

## Legado
Luego del éxito crítico y comercial de Jazz Samba en la segunda mitad de 1962, empezó un aumento del interés del público estadounidense por la bossa nova. A este fenómeno se sumaron artistas como Quincy Jones, Ella Fitzgerald y Coleman Hawkins, entre otros.
Para finalizar su trilogía, Getz se une a artistas brasileños, como Luiz Bonfá, Antônio Carlos Jobim y Maria Toledo para la grabación de Jazz Samba Encore! en febrero de 1963, siendo su primer trabajo directo con músicos del país donde nació la bossa nova. Aunque la trilogía tuvo buena recepción crítica y comercial, la intención de sus productores era competir con artistas populares de la época, como Elvis Presley, Bobby Darin, Pat Boone y Henry Mancini, ya que el rock & roll ganaba terreno en las listas de ventas, mientras el jazz se encontraba en franco declive.
Después de un concierto de músicos brasileños en el Carnegie Hall en noviembre de 1962 para difundir la música popular brasileña, el productor Creed Taylor reunió a Jobim y João Gilberto con Getz para una "documentación histórica" de la bossa nova. Esto sucedió en 1963, un mes después de las grabaciones de Jazz Samba Encore!, para la creación del álbum Getz/Gilberto, en el cual debutó una joven Astrud Gilberto. Este álbum sería estrenado en 1964, seis años después del nacimiento de la bossa nova en Brasil.

## Lista de canciones

### Versión LP
- Lado A

| N.º | Título              | Escritor(es)   | Duración |  |
| 1.  | «Manhã de Carnaval» | Luiz Bonfá     | 5:47     |  |
| 2.  | «Balanço no samba»  | Gary McFarland | 2:54     |  |
| 3.  | «Melancólico»       | McFarland      | 4:42     |  |
| 4.  | «Entre amigos»      | McFarland      | 2:57     |  |

- Lado B

| N.º | Título                 | Escritor(es)                              | Duración |  |
| 5.  | «Chega de Saudade»     | Antônio Carlos Jobim · Vinícius de Moraes | 3:58     |  |
| 6.  | «Noite triste»         | McFarland                                 | 4:55     |  |
| 7.  | «Samba de uma nota só» | Jobim · Newton Mendonça                   | 3:26     |  |
| 8.  | «Bim bom»              | João Gilberto                             | 4:32     |  |

### Versión CD
| N.º | Título                 | Escritor(es)                              | Duración |  |
| 1.  | «Manhã de Carnaval»    | Luiz Bonfá                                | 5:49     |  |
| 2.  | «Balanço no samba»     | Gary McFarland                            | 3:01     |  |
| 3.  | «Melancólico»          | McFarland                                 | 4:44     |  |
| 4.  | «Entre amigos»         | McFarland                                 | 3:01     |  |
| 5.  | «Chega de Saudade»     | Antônio Carlos Jobim · Vinícius de Moraes | 4:13     |  |
| 6.  | «Noite triste»         | McFarland                                 | 4:59     |  |
| 7.  | «Samba de uma nota só» | Jobim · Newton Mendonça                   | 3:29     |  |
| 8.  | «Bim bom»              | João Gilberto                             | 4:31     |  |

## Personal

### Producción
- Producido por Creed Taylor para Verve Records.
- Dirección de orquesta y arreglos: Gary McFarland.
- Ingeniería: George Kneurr y Frank Laico.
- Notas de álbum: Dom Cerulli y Gary McFarland.
- Pintura (carátula): Olga Albizu.
- Remasterización digital: Dennis Drake (versión CD)
- Grabado en CBS 30th Street Studio, Nueva York, 27 y 28 de agosto de 1962.

### Músicos
- Stan Getz: saxofón tenor
- Jim Hall: guitarra
- Hank Jones: piano
- Bob Brookmeyer: trombón
- Willie Dennis: trombón
- Tony Studd: trombón bajo
- Doc Severinsen: trompeta
- Bernie Glow: trompeta
- Joe Ferrante: trompeta
- Clark Terry: trompeta
- Nick Travis: trompeta
- Ray Alonge: corno francés
- Gerald Sanfino: flauta traversa
- Ray Beckenstein: flauta traversa, clarinete
- Eddie Caine: flauta alto
- Babe Clark: clarinete
- Walt Levinsky: clarinete
- Romeo Penque: clarinete bajo
- Tommy Williams: contrabajo
- Johnny Rae: batería
- José Paulo: pandereta
- Carmen Costa: cabasa

## Premios y nominaciones
El álbum recibió dos nominaciones a los Premios Grammy en 1963, de acuerdo a la lista publicada por la revista Billboard el 20 de abril del mismo año.
| Año  | Intérprete | Premio | Categoría                                              | Resultado |
| ---- | ---------- | ------ | ------------------------------------------------------ | --------- |
| 1963 | Stan Getz  | Grammy | Mejor interpretación de jazz - Conjunto (instrumental) | Nominado  |
| 1963 | Stan Getz  | Grammy | Mejor interpretación de orquesta - Jazz                | Nominado  |

## Posicionamiento en listas
| Lista (1963)                       | Mejor posición | Semanas en lista |
| ---------------------------------- | -------------- | ---------------- |
| Billboard Top LP (Mono)            | 36             | 22 semanas       |
| Billboard Top LP (Stereo)          | 13             | 22 semanas       |
| Billboard Best Selling Jazz Albums | 7              | 3 semanas        |